# Pétfürdő
Pétfürdő nagyközség Veszprém vármegyében, a Várpalotai járásban.

## Fekvése

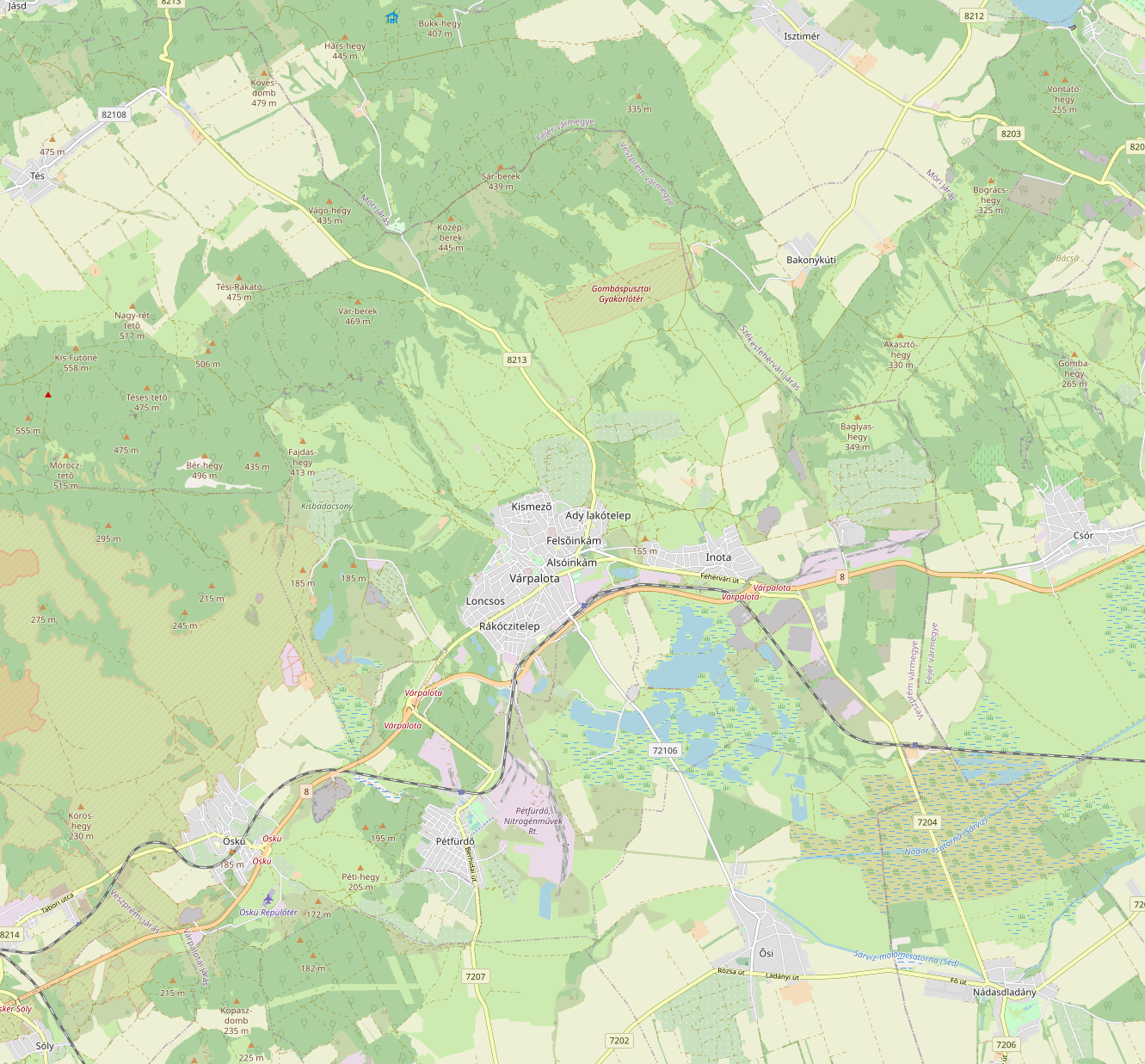
A község Várpalota környéke térképén

A Keleti-Bakony és a Mezőföld találkozásánál, a Sárrét közelében, Várpalota városától 2 kilométerre nyugatra fekszik.

### Megközelítése
Legfontosabb megközelítési útvonala a 8-as főút, amely a község északi szélén halad el; központján a Lepsénytől idáig húzódó, a 7-es és a 8-as főutakat összekötő 7207-es út húzódik végig; a település keleti szélén ér véget, a 7207-es végső körforgalmába torkollva a 7204-es út is. Érinti a községet a Székesfehérvár–Szombathely-vasútvonal, amelynek egy vasútállomása van itt, Pétfürdő vasútállomás.

## Története
Első ismert említése 1082-ből származik, ekkor a Péti-víz mentén működő malmai kapcsán említették; a környék azonban már korábban is lakott volt, erre a település határában feltárt római kori út- és gátmaradványok utalnak. Később Anonymus említi, mint a Veszprém meghódítására induló honfoglalók pihenőhelyét. A középkorban Peyt, Peth neveken volt ismert. A 15. századtól Palotához tartozott, majd a török idők alatt elnéptelenedett. Meleg vizű forrásait 1716-ban említik először. Újratelepítése a 17. század végén kezdődött meg, a Zichyek jóvoltából. A fürdőhelyet 1860 körül kezdték kiépíteni; még abban az évben megépült Pét vasútállomás is a Székesfehérvár–Szombathely-vasútvonal mentén. 1913-ban a község nevét Pétről Pétfürdőre változtatták.
Bár már 1916-ban tervbe vették, csak 1929-ben kezdődött meg a település életét a mai napig meghatározó vegyipari üzemek építése. Ammónia- és műtrágyagyár épült, a Pétisó márkanév külföldre is elvitte a település hírét. Mivel a második világháború alatt hadiüzemként működött, a gyárat és vele a települést két súlyos bombatámadás is érte. A háború után, 1951-ben a községet Várpalotához csatolták, csakúgy, mint Inotát, a gyárat jelentős mértékben bővítették, ezzel együtt a lakossága is jelentősen megnőtt, sokan érkeztek az ország távolabbi részeiből, például Orosházáról, Mezőhegyesről és Martfűről.
A szocialista tervgazdaság összeomlásának egyik, a helyieket sajnálatosan érintő előszele volt, hogy a Péti Nitrogénművek a szocialista nagyvállalatok közül elsőként jelentett csődöt. A rendszerváltással, ahogy a környéken mindenhol, nagyarányú leépítések történtek, végül azonban - a hajdani termelés töredékével - az átszervezett és privatizált Péti Nitrogénművek Rt. stabilizálta a működését, és újra meghatározóvá tudott válni a környék gazdasági életében.
1996-ban Pétfürdőn népszavazást írtak ki, melynek során az ott lakók kifejtették elszakadási szándékukat Várpalotától. A köztársasági elnök 116/1997. (IX. 3.) számú határozatával 1997. október elsejétől újra önálló községgé nyilvánította Pétfürdőt. A szétválással együtt járó vagyonmegosztást viszont csak sokára sikerült lefolytatni, bírósági eljárás keretében. A település 2001-től viseli a nagyközség címet.

## Közélete

### Polgármesterei
- 1997–1998: Horváth Éva
- 1998–2002: Horváth Éva (Szövetség Pétfürdőért)[3]
- 2002–2006: Horváth Éva (független)[4]
- 2006–2010: Horváth Éva (független)[5]
- 2010–2014: Horváth Éva (független)[6]
- 2014–2019: Horváth Éva (független)[7]
- 2019–2024: Horváth Éva (független)[8]
- 2024– : Béni Norbert (független)[1]

Lásd még: Várpalota városbíróinak, tanácselnökeinek és polgármestereinek listája

## Népesség
A település népességének változása:
| Lakosok száma | 4775 | 4722 | 4745 | 4375 | 4356 | 4328 | 4301 |
|               | 2013 | 2014 | 2015 | 2021 | 2022 | 2023 | 2024 |

A 2011-es népszámlálás idején a lakosok 84,8%-a magyarnak, 0,7% németnek, 0,4% cigánynak mondta magát (15,1% nem nyilatkozott). A vallási megoszlás a következő volt: római katolikus 29,2%, református 5,8%, evangélikus 2,4%, felekezeten kívüli 28,6% (32,4% nem nyilatkozott).
2022-ben a lakosság 89,6%-a vallotta magát magyarnak, 0,6% németnek, 1% cigánynak, 0,3% ukránnak, 2,7% egyéb, nem hazai nemzetiségűnek (10,2% nem nyilatkozott; a kettős identitások miatt a végösszeg nagyobb lehet 100%-nál). Vallásuk szerint 22,2% volt római katolikus, 5,4% református, 2% evangélikus, 0,2% görög katolikus, 0,1% ortodox, 1,4% egyéb keresztény, 0,5% egyéb katolikus, 24,3% felekezeten kívüli (43,7% nem válaszolt).

## Nevezetességei
Az 1941-ben, Pázmándy István és Paál Ferenc tervei alapján épült római katolikus templom erdélyi neogót stílusú, a puritán templombelsőt gyönyörű, festett fa Kazettás mennyezet díszíti. Harangját Szent László király tiszteletére öntötték.

## Képgaléria

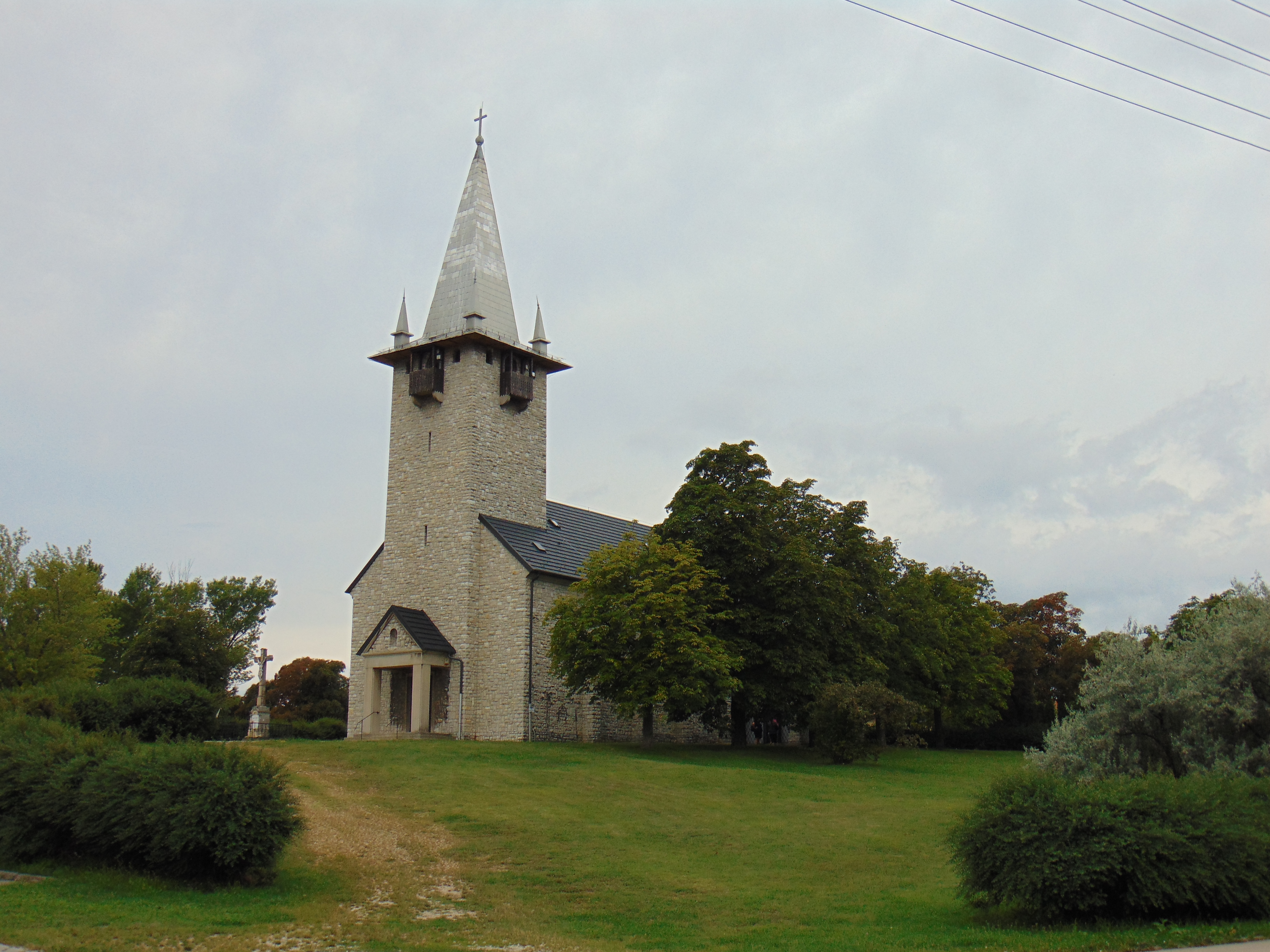
Pétfürdő temploma a Fazekas Mihály utcából (kelet felől) nézve
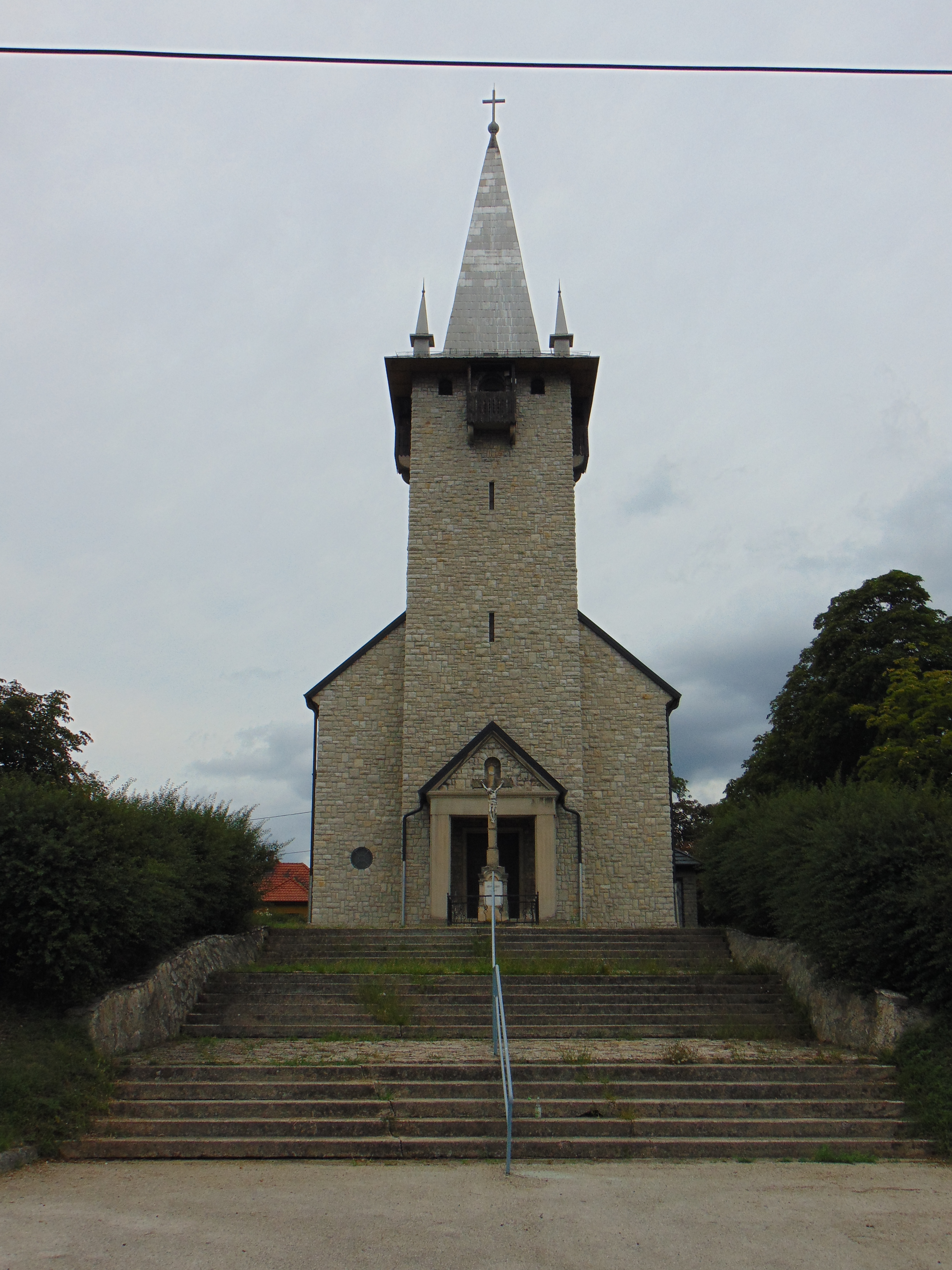
A templom utcai homlokzata
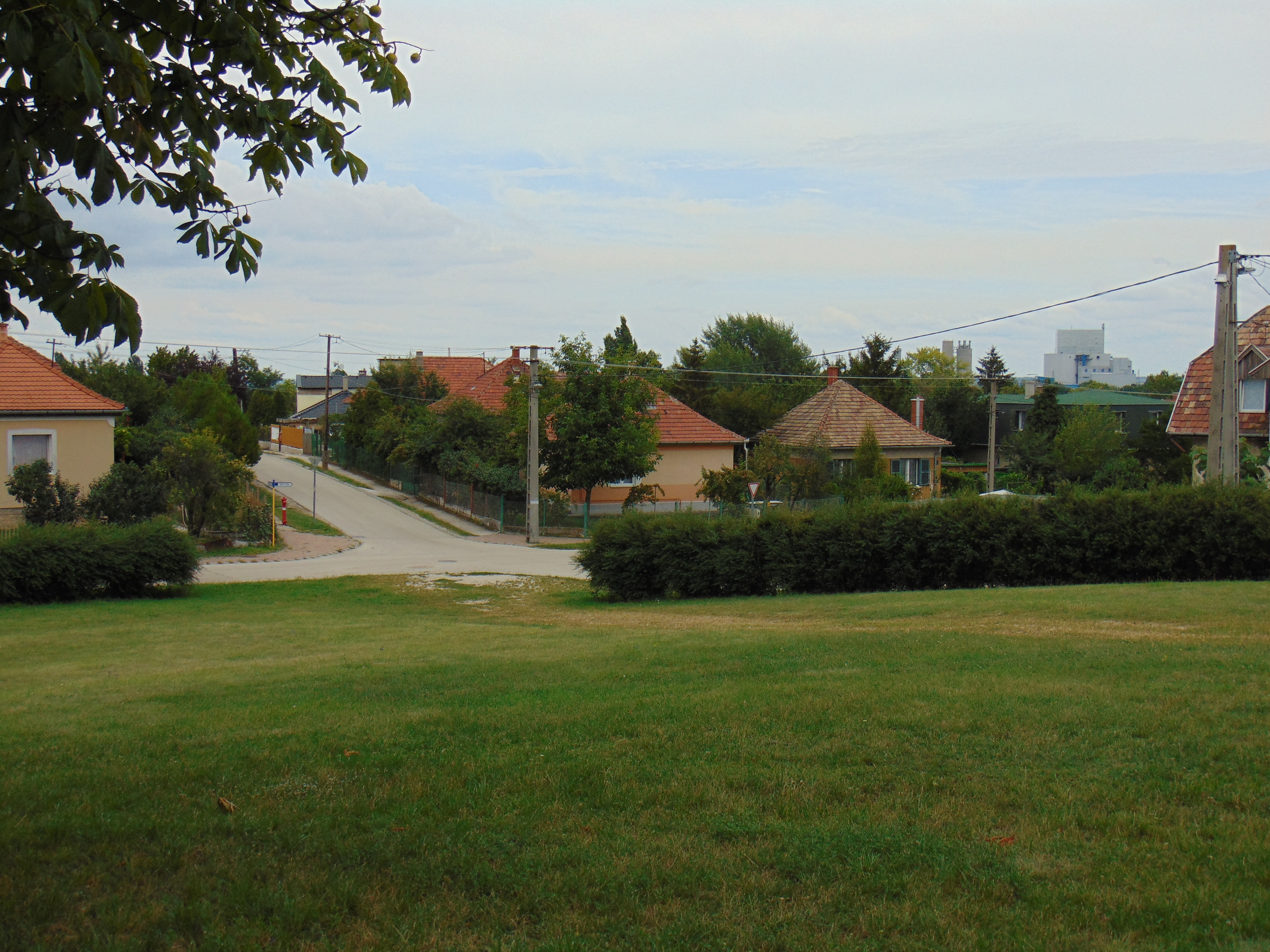
Látkép a templomdombról
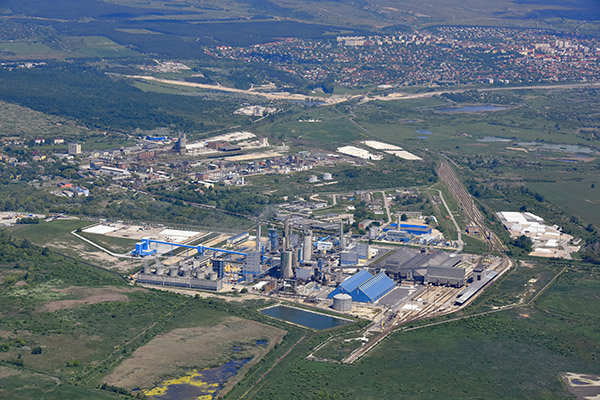
Péti Nitrogénművek Zrt. légi felvételen
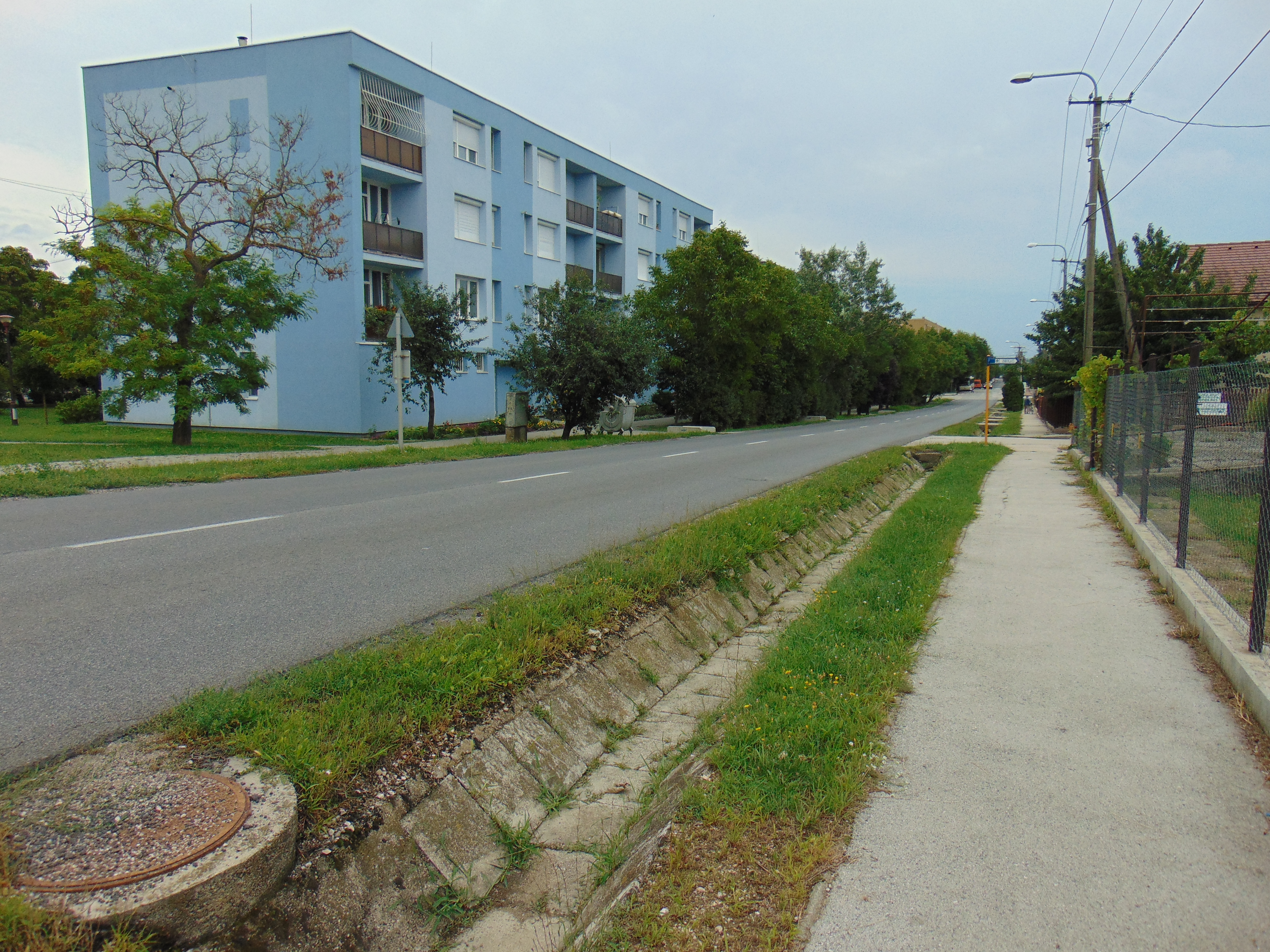
A Pétfürdőn átvezető 7207-es út a központban, dél felé nézve
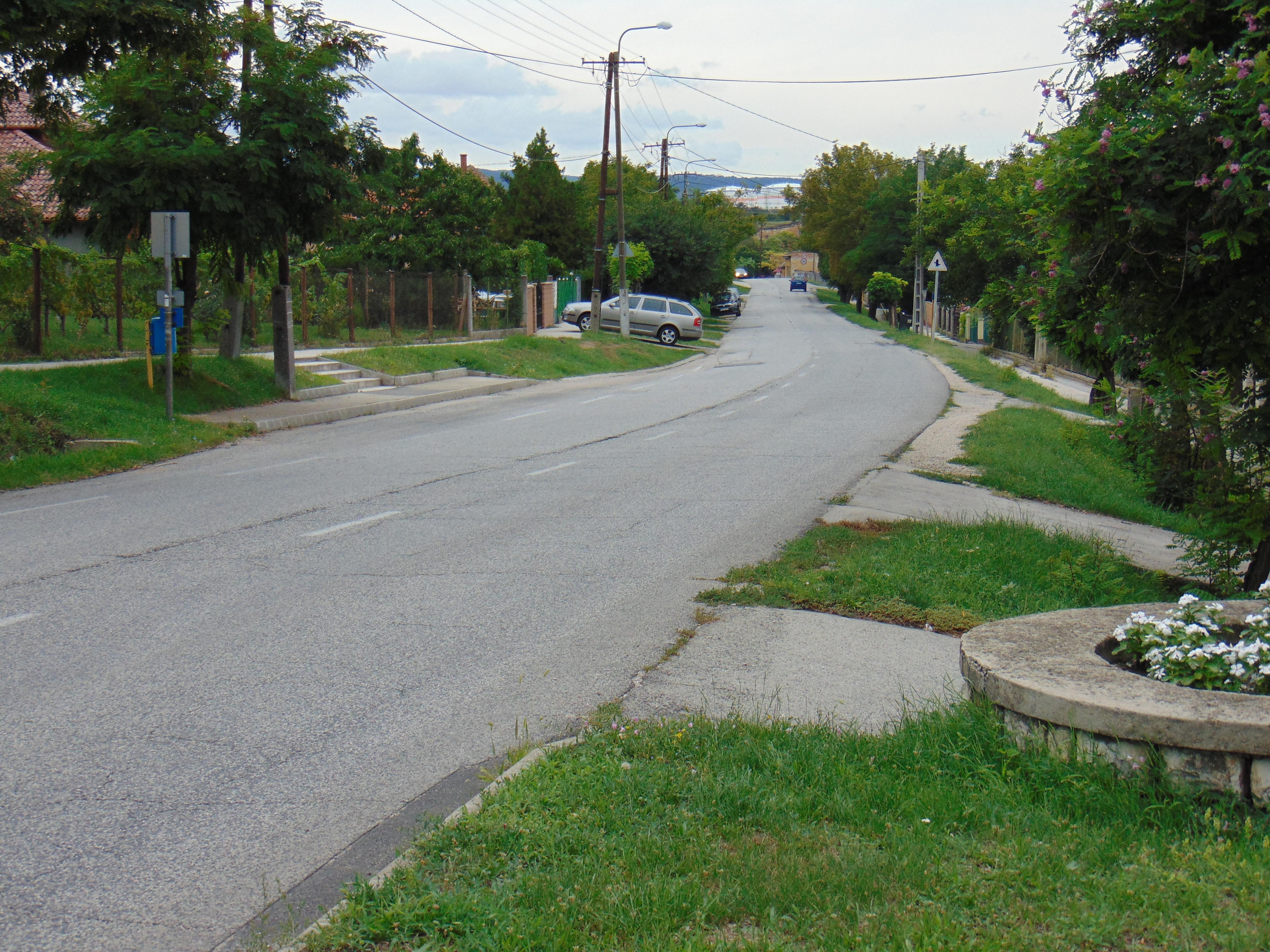
A 7207-es út észak felé nézve
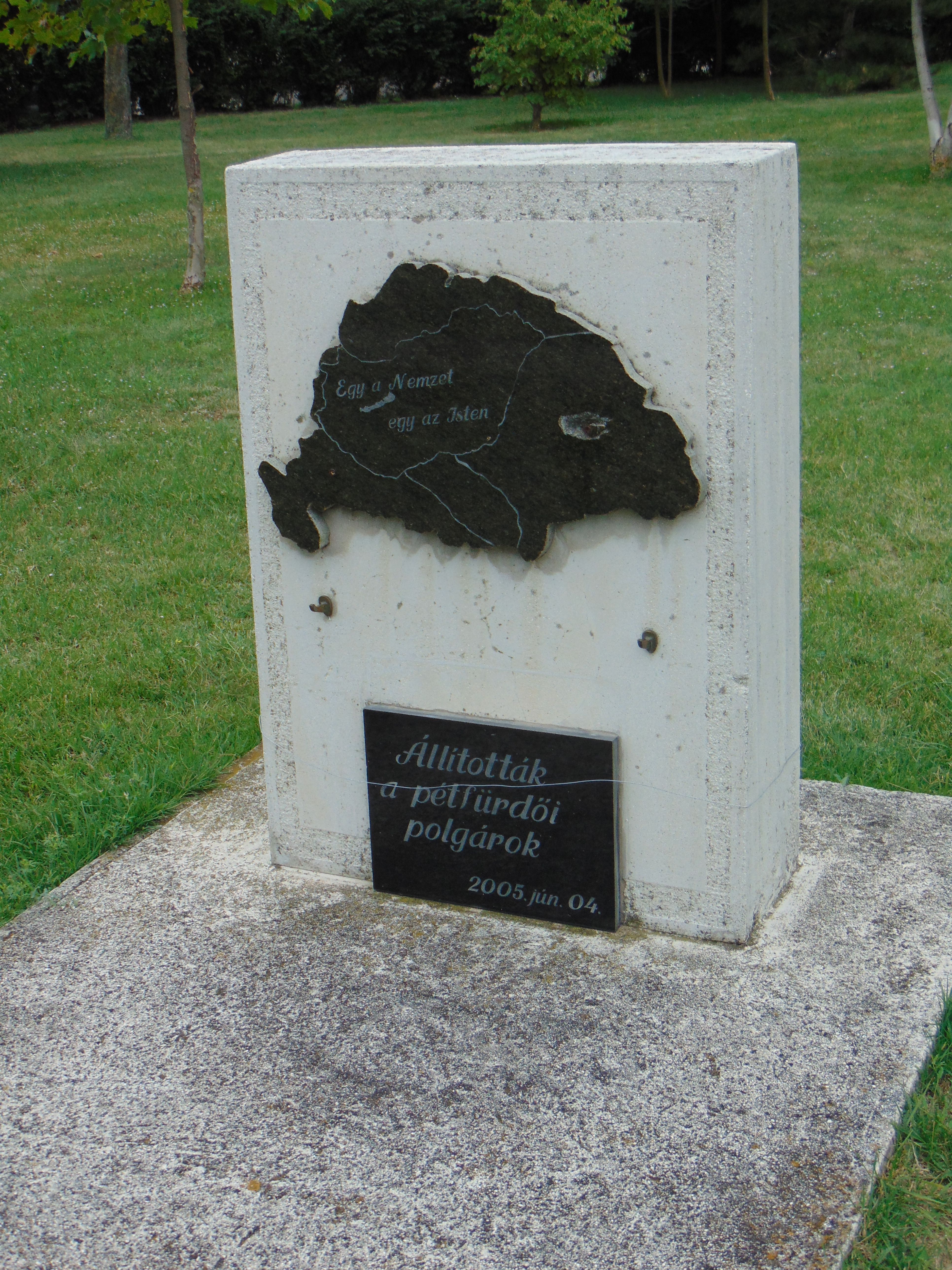
A község trianoni emlékműve

## Külső hivatkozások
- Péti Nitrogénművek Zrt. honlapja
- Pétfürdő információs honlapja
- Pétfürdői Zsebkalauz
- Műtrágya duzzasztotta várossá az aprócska falut – Pétfürdő története képekben – 24.hu, 2020. december 19.